# Reino de Bora Bora
```
   |-
       |
Erro:
:  
valor não especificado para "
nome_comum
"
```

Reino de Bora Bora foi estabelecido no início do século XIX com a unificação de Bora Bora e reconhecimento da França e Reino Unido em 1847 através da Convenção de Jarnac. O reino foi um dos vários estados polinésios independentes nas Ilhas da Sociedade, juntamente com o Taiti, Huahine e Raiatea, que estavam relacionados por língua, cultura e casamentos entre os clãs. Além de Bora Bora, o reino abarcava as ilhas de Tupai, Maupiti, Maupihaa, Motu One e Manuae. O reino foi anexado á Polinésia Francesa em 1888 e sua última soberana, Teriimaevarua III, veio a abdicar em 1895. 